# مسجد القصبة (الصويرة)
مَسْجِدُ القَصَبَةِ يسمى كذلك مسجد سيدي محمد بن عبد الله. يعتبر المسجد الأقدم في الصويرة ومن معالمها التاريخية والعمرانية القديمة. يتميز المسجد بتصميمه المعماري التقليدي الذي يعكس الطراز المغربي الأصيل، ويحتل مكانة هامة في حياة السكان المحليين لما له من أهمية دينية وثقافية. كما يعد وجهة للزوار الباحثين عن استكشاف التراث التاريخي والفني للمدينة، ويشهد المسجد احتفالات دينية ومناسبات اجتماعية تعزز الروابط المجتمعية في المنطقة. على مر العصور، خضع المسجد لعدة عمليات ترميم للحفاظ على هويته التاريخية والمعمارية، مما جعله يحتفظ بجماله ورونقه عبر الزمن. ويشكل المسجد مركزًا روحيًا وتعليميًا، حيث تقام فيه حلقات التعليم الديني والتدريس، ما يساهم في نقل المعرفة وتعزيز القيم الإسلامية بين الأجيال المختلفة. بالإضافة إلى ذلك، يلعب المسجد دورًا هامًا في الحياة اليومية للسكان، حيث يجتمع فيه الناس للصلاة والتواصل الاجتماعي، مما يعكس أهمية المسجد في بناء النسيج الاجتماعي للمدينة.

## التاريخ والعمارة
بني مسجد القصبة بأمر من السلطان محمد بن عبد الله سنة 1764 عند بناء مدينة الصويرة الجديدة، حيث يمثل المسجد صرحا حضاريا تراثيا ونموذجا للعمارة العلوية في القرن الثاني عشر الهجري الموافق للقرن الثامن عشر.
إلى جانب دور الصلاة والعبادة، كان لمسجد سيدي محمد بن عبد الله أو مسجد القصبة كما يعرف بين الصويريين نسبة إلى الحي الذي يقع فيه، أدوار أخرى كتلقين العلوم، حيث شكل قبلة استقطبت العلماء والمهتمين من مختلف المشارب، شأنه شأن جامع القرويين بفاس ومسجد بن يوسف بمراكش، فضلا عن كل ذلك، كان للمسجد دور قضائي، إذ ضم مجلسا قضائيا تتلى خلاله الظواهر الشريفة المتعلقة بتعيين القضاة، وشكل مكانا للمحاضرات الثقافية وفضاء لعقد المشورات التي تخص القضايا السياسية والاقتصادية حينذاك.
أما مئذنة جامع القصبة فتعد من أبرز معالم المدينة التاريخية والدينية. يعود بناء المسجد الذي يرتبط ارتباطًا وثيقًا بالمئذنة،، ويعكس التصميم المعماري للمئذنة الطراز المغربي الأصيل، مع تأثيرات العمارة العلوية المتميزة. وتلعب مئذنة جامع القصبة دورًا محوريًا في تشكيل الهوية المعمارية للصويرة، إذ تمثل نموذجًا مميزًا للعمارة العلوية التقليدية التي تعكس التمازج بين الجمال الديني والوظيفة الاجتماعية. كما أنها رمز ديني بارز يعكس عمق الارتباط الروحي لسكان المدينة بالتراث الإسلامي ومذهب المالكية الذي تميز به المغرب. هذا الارتباط يجعل المئذنة مركزًا لا غنى عنه في الحياة الدينية والثقافية للمدينة، حيث تجمع المصلين وتُعزز الروابط المجتمعية من خلال الفعاليات والاحتفالات الدينية.

## الموقع
يقع مسجد القصبة في قلب المدينة العتيقة للصويرة، المغرب. يُعرف أيضًا بمسجد سيدي محمد بن عبد الله، نسبة إلى مؤسسه السلطان سيدي محمد بن عبد الله الذي أمر ببنائه عام 1764. يُعتبر هذا المسجد أقدم مسجد في المدينة وأحد أبرز معالمها التاريخية والعمرانية.
يتميز موقع المسجد بوجوده في ساحة القصبة، بالقرب من حصن سيدي المنظري، مما يجعله نقطة محورية في المدينة العتيقة. تُحيط به العديد من المحلات التجارية والمباني التي تقدم خدمات متنوعة، مما يضيف إلى حيويته وأهميته الثقافية.
لزيارة المسجد، يمكن التوجه إلى ساحة القصبة في المدينة العتيقة للصويرة، حيث يقع المسجد في موقع مركزي يسهل الوصول إليه سيرًا على الأقدام. يُعد المسجد وجهة مهمة للزوار الراغبين في استكشاف التراث الثقافي والديني للمدينة.

## المرافق
كان المسجد العتيق وهو اسم آخر يطلق على مسجد القصبة، مكونا من مدرستين متجاورتين لتدريس علوم تلك الفترة. وترتبط المدرستان بالمسجد عن طريق باب كبير لولوج وخروج الطلبة. كما يضم المسجد مكتبة تزخر بالعديد من الكتب والمخطوطات النفيسة التي جلبت من مكتبة السلطان مولاي إسماعيل بمكناس.
يتكون المسجد حاليا من صومعة مربعة الشكل ومدرسة قرآنية ومكتبة وغرف لإيواء الطلبة، وقاعة للصلاة خاصة بالرجال وأخرى مخصصة للنساء وغرفة مخصصة للإمام ومرافق صحية للرجال والنساء.
تتشكل قاعة الصلاة من بلاطين جانبيين ونافورة للوضوء.

## مدرسته العتيقة
في قلب المدينة العتيقة للصويرة، ينبض مسجد القصبة بتاريخ عريق وتراث حضاري ثري، حيث تحتضن أروقته أسرار العلم والمعرفة التي امتدت عبر الأجيال. تعود جذور هذه المدرسة العتيقة إلى العلامة الكبير والسلطان العظيم سيدي محمد بن عبد الله، الذي أسسها لتكون مركزًا علميًا مفتوحًا للباحثين والطلاب من مختلف أنحاء المغرب، وكانت أبوابها تطل على ساحة القصبة الشهيرة، مرحبة بكل من يطلب العلم والمعرفة.
المدرسة مقسمة إلى قسمين: قسم ما زال قائمًا حتى اليوم يشهد على عظمتها ومكانتها، وقسم آخر أُغلق بمرور الزمن، وتحولت أطلاله إلى ذاكرة متلاشية بسبب عوامل الزمن والتخريب. وعلى الرغم من إغلاقها منذ عقود، لا تزال آثار المدرسة حاضرة في وجدان المدينة؛ إذ تحولت بعض أجزائها إلى كراجات ومعارض ومحلات تجارية تجذب الزوار من كل حدب وصوب، حاملةً في طياتها ذكريات الماضي وروح الحاضر.
احتوت المدرسة على مناهج دراسية شاملة ومتنوعة، حيث امتزجت العلوم الشرعية كقراءة القرآن الكريم، التفسير، الحديث النبوي، والسيرة النبوية مع مواد اللغة العربية والأدب، إضافة إلى دروس في الفلك والحساب، مما منح طلابها فرصة متكاملة لتطوير معارفهم وثقافتهم. كما قدمت منحًا للطلاب المتفوقين من المناطق البعيدة، مشجعة بذلك على استمرار طلب العلم.
لم تكن المدرسة مكانًا للتعليم فقط، بل كانت مركزًا لنقل الفكر والعقيدة، حيث ركزت على المذهب المالكي الذي يتميز بالاعتماد على النصوص والنقل، متماشيةً مع توجهات المجتمع المغربي الذي يفضل الوضوح والبساطة في المعتقدات. وقد ساهمت المدرسة بشكل فعّال في نشر هذا المذهب وتعزيز قيمه داخل المجتمع.
ومع مرور الزمن، رغم تلاشي بعض آثار المدرسة، يظل مسجد القصبة شاهدًا حيًا على عبقرية العلماء وجهودهم الدؤوبة في نشر العلم. فقد خرجت المدرسة أجيالًا من الطلبة الذين واصلوا مسيرة التعليم، إما كمعلمين في الزوايا والمساجد، أو كأئمة في القرى والمدن، مما أكسبها مكانة مميزة في ذاكرة الناس وقلب المدينة

## مغرض الصور

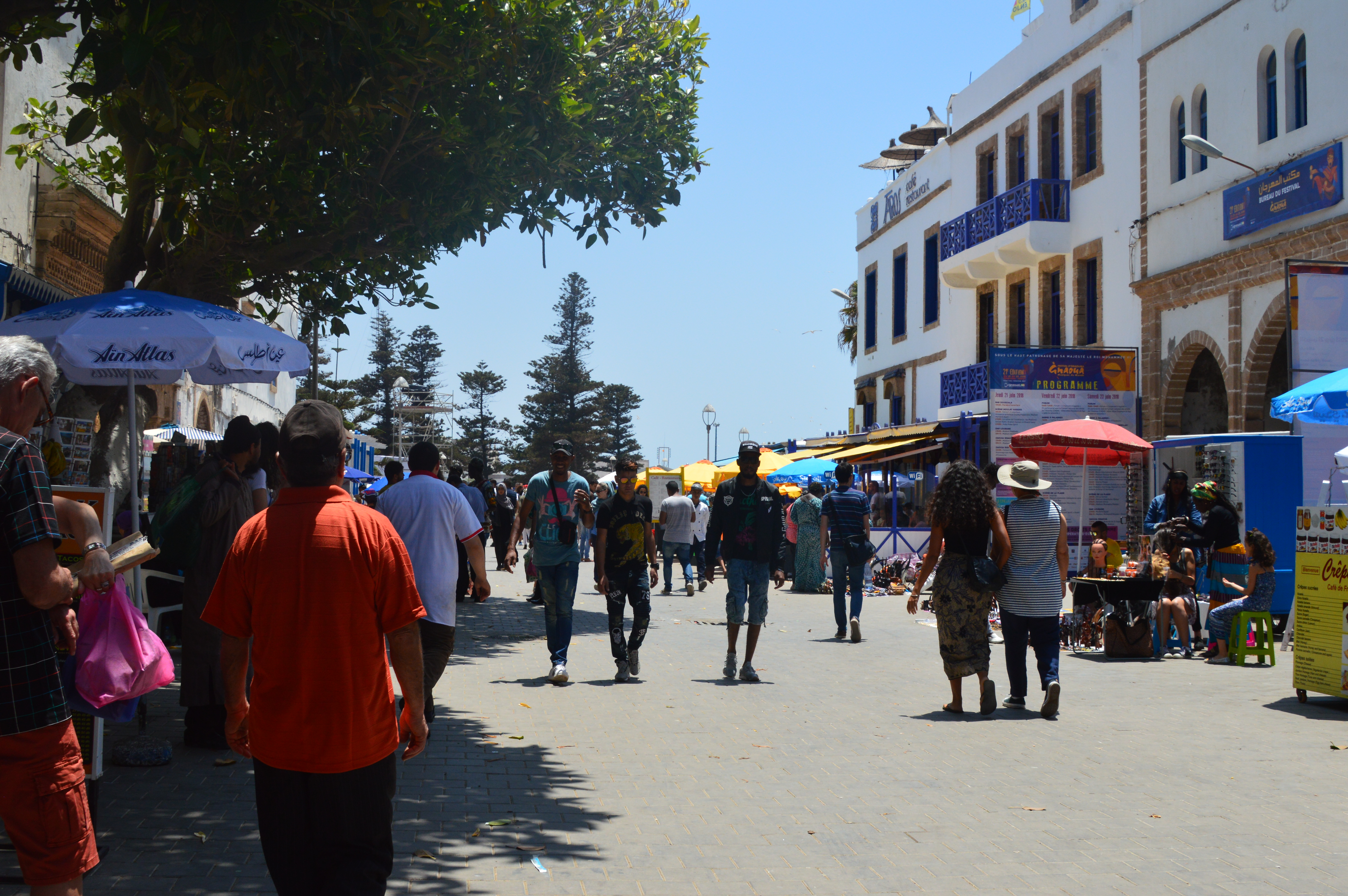
ساحة القصبة الشهيرة المقابلة لمسجد القصبة
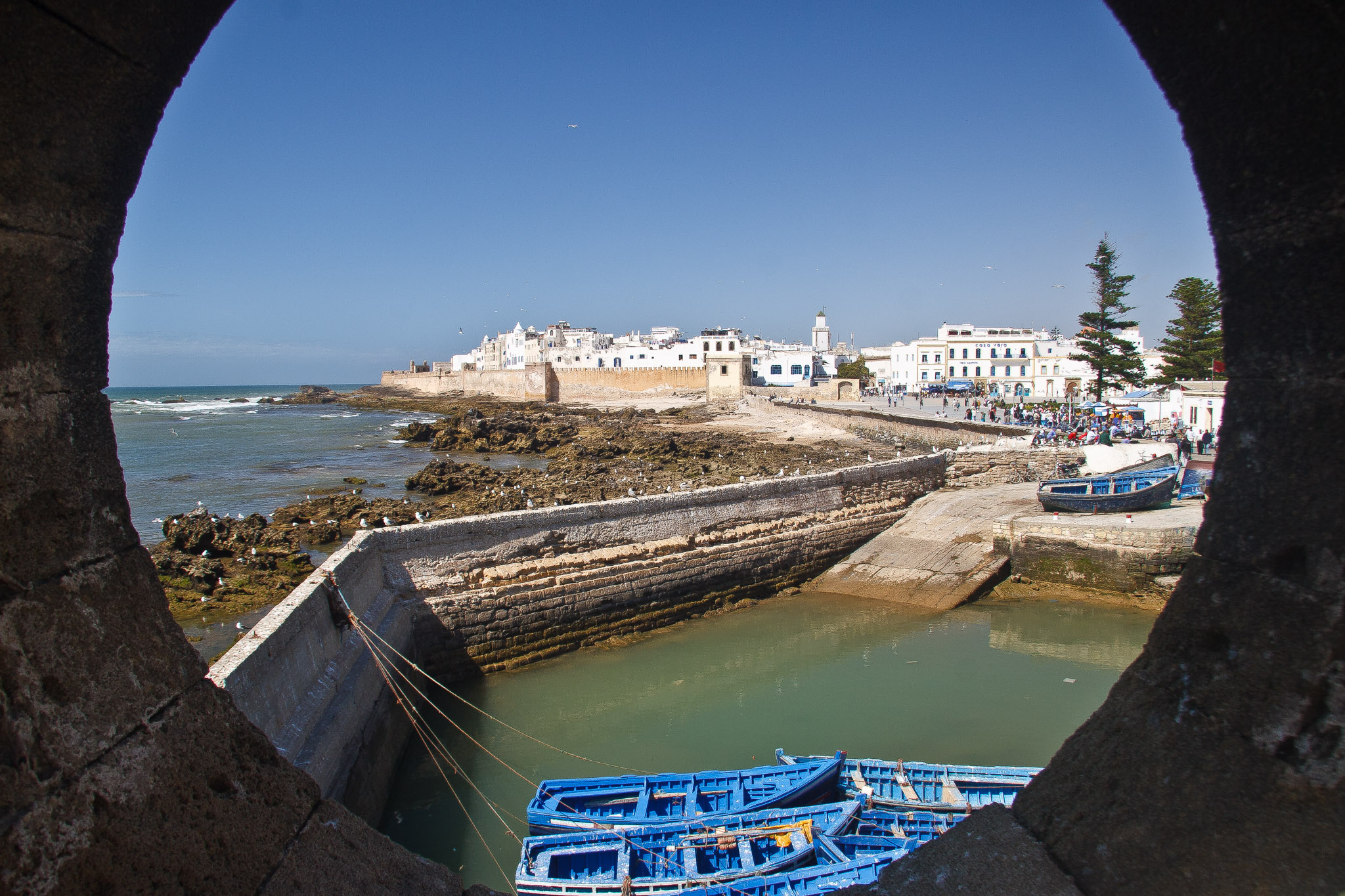
صورة من صقالة حيث تظهر مئذنة مسجد القصبة
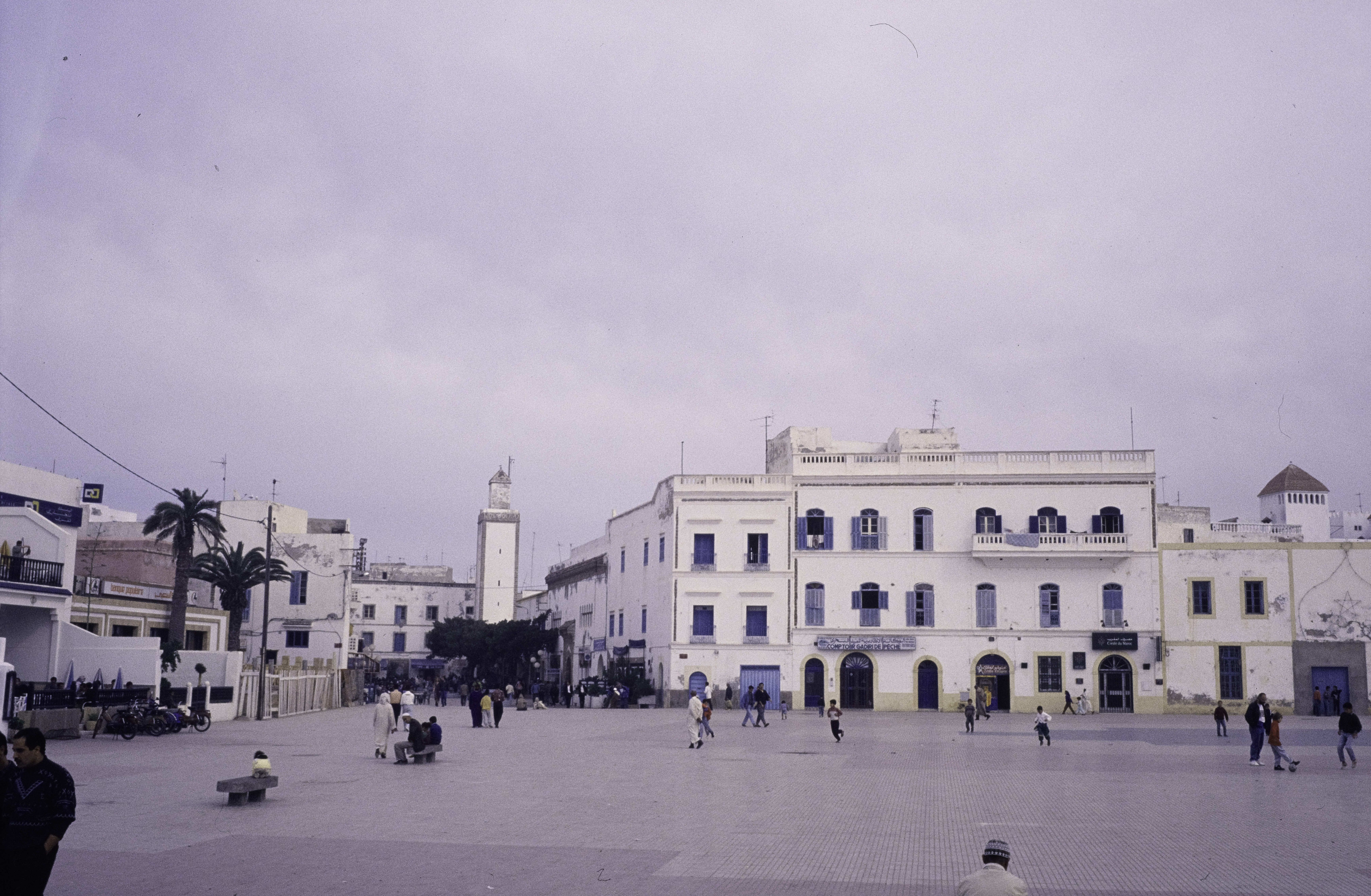
ساحة القصبة ومسجد القصبة
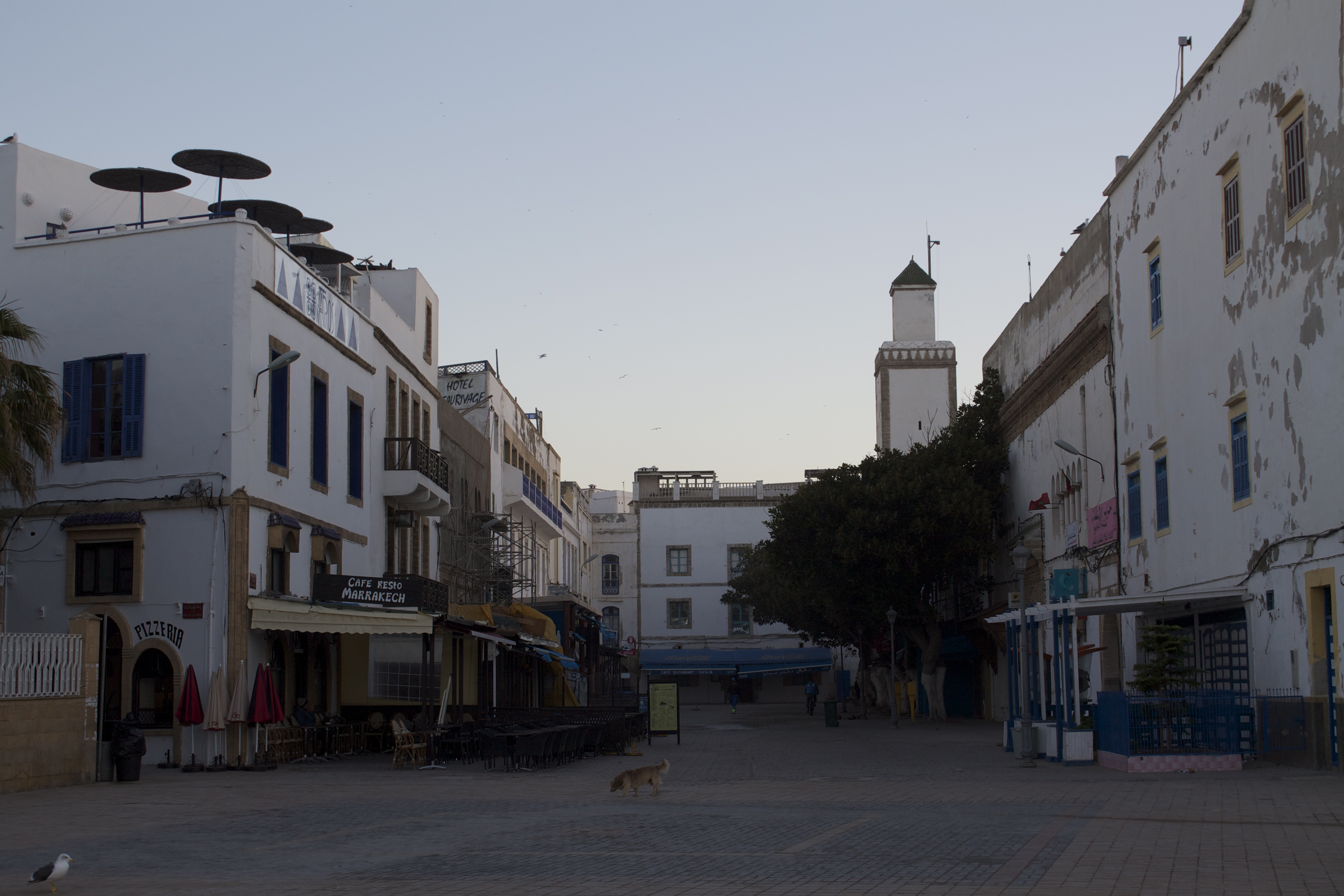
مسجد القصبة
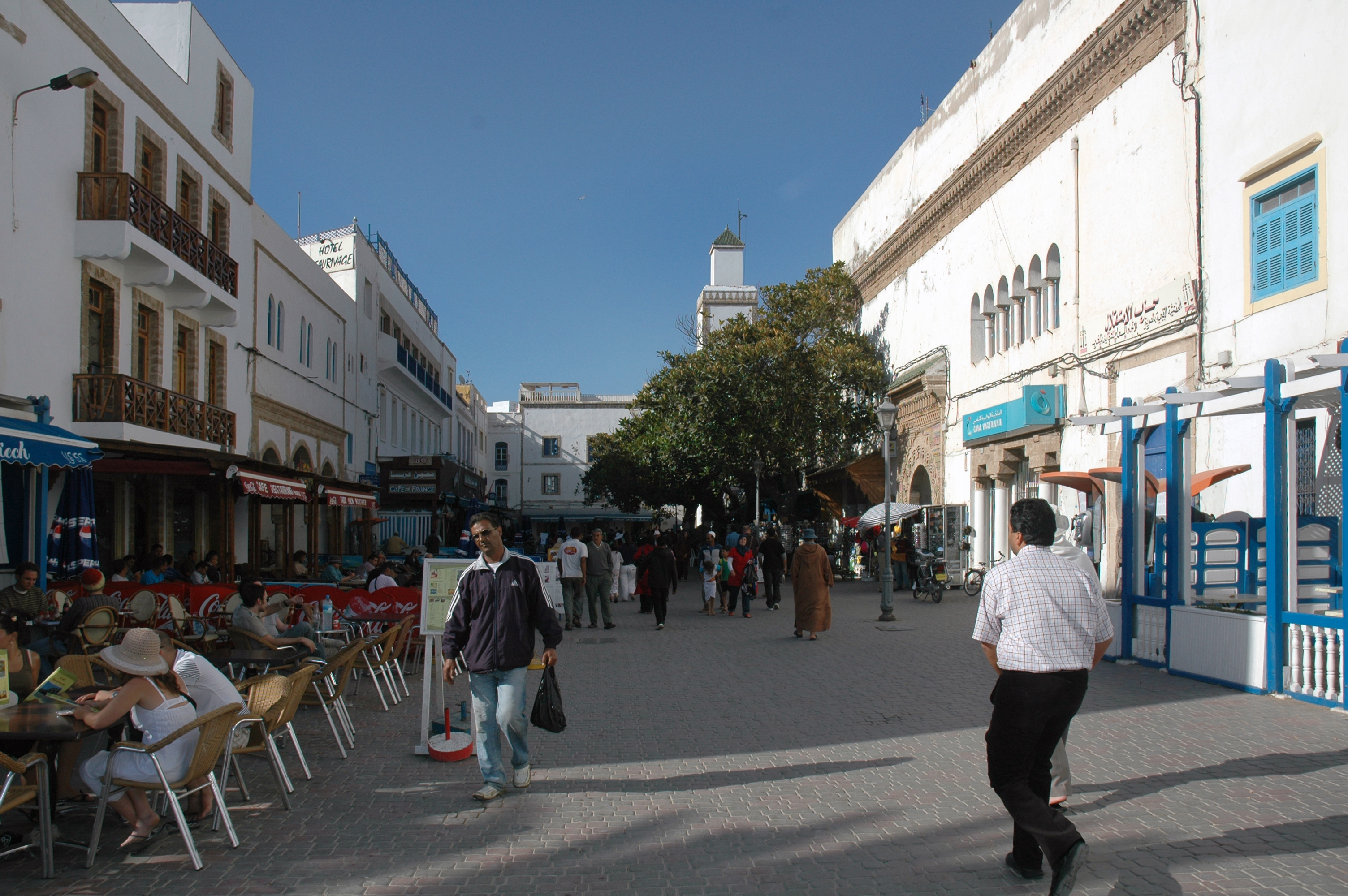
مسجد القصبة